# الجدل حول صهيون (كتاب)
كتاب الجدل حول صهيون هو إعادة نظر جذرية للتاريخ الحديث انطلاقا من أهم المشكلات والمسائل الدينية والسياسية لعصرنا الحديث، مستندا على رؤية تحليلية تناولت المعتقدات اليهودية منذ عصر موسى والتوراة وكتب الشريعة، فاضحا هذه العقدية المضادة لكل الأديان والداعية إلى مبدأ الانعزال والانزواء والكره العرقي والتعطش للدم تحت ستار الدين والثأر.
وينتقد الكنيسة المسيحية التي اعتبرت العهد القديم مقدسا كما العهد الجديد، حيث كان هو السبب الرئيس للخلافات الحادة التي عصفت وأدت إلى الانقسامات فيها، فكيف يمكن التوفيق بين إله محب للجميع من جهة، وإله يدعو إلى تدمير الآخرين وأخذ ممتلكاتهم من جهة أخرى، وتلمود إرهابي يرتكز على الوشاية والطرد والنبذ وأحكام الموت.
لقد سرد المؤلف صورة القرن العشرين كمشترك حقيقي في الاحداث التي كانت مخفية، وفاضحا المعتقدات التي ولدت في الماضي السحيق ونمت على أيدي كهنة منافقين وهمجيين، وصولا إلى الأيام المعاصرة لتغط على رقبة العالم على شكل حركة سياسية مدعومة بأموال طائلة ونفوذ واسع لا محدود في جميع العواصم العالمية، ولتضع مصير البشرية على كف عفريت ينذر بالموت والدمار.